# Beaglichthys
Beaglichthys är ett släkte av fiskar. Beaglichthys ingår i familjen Bythitidae.
Kladogram enligt Catalogue of Life:
| Beaglichthys | \| \| Beaglichthys bleekeri \| \| \| \| \| \| Beaglichthys larsonae \| \| \| \| \| \| Beaglichthys macrophthalmus \| \| \| \| |
|              | \| \| Beaglichthys bleekeri \| \| \| \| \| \| Beaglichthys larsonae \| \| \| \| \| \| Beaglichthys macrophthalmus \| \| \| \| |
|              | Beaglichthys bleekeri |
|              | |
|              | Beaglichthys larsonae |
|              | |
|              | Beaglichthys macrophthalmus                                                                                                   |
|              | |